# Gran Turismo (видеоигра от 1997)
Гран Турисмо (на английски: Gran Turismo) е симулаторна състезателна видео игра, проектирана от Кадзунори Ямаучи. Гран Турисмо е разработена от Polys Entertainment и публикувана от Sony Computer Entertainment през 1997 г. за конзолата за видеоигри PlayStation. По-късно групата за разработка на играта е създадена като Polyphony Digital. Тя е пусната на пазара в Европа на 8 май 1998 година.

## Геймплей
Гран Турисмо е състезателна игра. Играчът трябва да управлява автомобил, за да се състезава срещу изкуствено интелигентни водачи на различни състезателни писти. Играта използва два различни режима: аркаден и симулационен. В аркадния режим играчът може свободно да избира състезателни писти и превозни средства, с които желае да играе. Спечелените състезания отключват допълнителни автомобили и писти. Симулационният режим изисква играчът да печели различни нива на шофьорски книжки, за да се класира за събития и да печели кредити (пари), трофеи и наградни коли, като печели състезателни шампионати. Кредитите могат да бъдат използвани за закупуване на допълнителни превозни средства, както и за части за колата.

## Развитие
Разработването на играта отнема 5 години. По време на интервю с Кадзунори Ямаучи е разкрито, че развитието на Гран Турисмо започва през втората половина на 1992 г. Ямаучи добавя, че в различно време са му помагали от седем до петнадесет души.

## Награди
Гран Турисмо печели наградата на Spotlight за най-добра симулаторна игра, „Най-добра шофьорска игра“ и „Най-добра графика на игра“ за 1999 г.